# Sambah Tour
Sambah Tour é a uma turnê da cantora Claudia Leitte. A turnê teve o intuito de promover o álbum Negalora: Íntimo e o single "Largadinho". A turnê estreou no dia 13 de outubro de 2012 em Maceió, Alagoas. A turnê foi dividida em quatro etapas. Na primeira etapa, os figurinos eram compostos por estampas relacionadas a elementos cósmicos. A segunda etapa teve início no evento "Axé Brasil" em Belo Horizonte, Minas Gerais. As estampas dos figurinos de Claudia nessa etapa eram compostos por estampas de frutas. A terceira etapa da turnê iniciou no dia 29 de maio de 2013 na capital de São Paulo. O show foi transmitido pelo canal pago Multishow. A turnê passou por diversos estados do Brasil e também foi apresentada no Festival de Jazz de Montreux na Suíça em 12 de julho de 2012 e no festival "Latinoamericando" na Itália em 13 de julho de 2012.

## Repertório
1. Exttravasa
2. As Máscaras
3. Beijar Na Boca
4. Medley: Famo$a (Billionaire) / O Samba da Minha Terra / Assim Você Mata o Papai
5. A Camisa e o Botão
6. Bola de Sabão
7. Medley: Cai Fora / Amor à Prova / Eu Fico
8. Medley: Fulano In Sala / Loca
9. Medley: Dança Kuduro / Balada Boa /  Eu Quero Tchu, Eu Quero Tcha
10. Bem-vindo Amor
11. Doce Desejo
12. Me Chama de Amor
13. Janeiro a Janeiro
14. Te Amar É Preciso (Peixinho)
15. Lirirrixa
16. Largadinho
17. Medley: Com Amor / Cabelo Raspadinho
18. Medley: Água / Água Mineral
19. Burro Apaixonado
20. Preto
21. Canudinho
22. Dia da Farra e do Beijo
23. Amor Perfeito
24. Doce Paixão
25. Medley: Caranguejo / Safado, Cachorro, Sem-vergonha / Medley É O Tchan
26. Insolação do Coração

1. Largadinho
2. Medley: Cai Fora / Amor à Prova / Eu Fico
3. Doce Desejo
4. Medley: Fulano In Sala / Loca
5. Medley: Água / Água Mineral
6. A Camisa e o Botão
7. Bola de Sabão
8. Lirirrixa
9. Insolação do Coração
10. Medley: Com Amor / Cabelo Raspadinho
11. Medley: Caranguejo / Safado, Cachorro, Sem-vergonha / Medley É O Tchan
12. Amor Toda Hora
13. Dia da Farra e do Beijo
14. Burro Apaixonado
15. Preto
16. Medley: Famo$a (Billionaire) / O Samba da Minha Terra
17. Bem-vindo Amor
18. Dyer Maker
19. Me Chama de Amor
20. Amor Perfeito
21. Doce Paixão
22. Beijar Na Boca
23. As Máscaras
24. Exttravasa

1. Largadinho
2. Medley: Cai Fora / Amor à Prova / Eu Fico
3. Doce Desejo
4. Medley: Fulano In Sala / Loca
5. Insolação do Coração
6. Amor Toda Hora
7. Dia da Farra e do Beijo
8. Medley: Famo$a (Billionaire) / O Samba da Minha Terra
9. Bem-vindo Amor
10. A Camisa e o Botão
11. Bola de Sabão
12. Amor Perfeito
13. Medley: Taj Mahal/Dancin' Days/Descobridores dos Sete Mares
14. Medley: Lirirrixa / Medley É O Tchan
15. Preto
16. Ziriguidum
17. Doce Paixão
18. Me Chama de Amor
19. Amor de Chocolate
20. We Are The World of Carnaval
21. Medley: País Tropical / Fio Maravilha
22. Medley: Caranguejo / Safado, Cachorro, Sem-vergonha
23. Beijar Na Boca
24. Exttravasa

1. Largadinho
2. Medley: Cai Fora / Amor à Prova / Eu Fico
3. Doce Desejo
4. Insolação do Coração
5. Faz Um
6. Fulano In Sala
7. Amor Toda Hora
8. Dia da Farra e do Beijo
9. Medley: Bizarre Love Triangle / A Camisa e o Botão
10. Amor Perfeito
11. Doce Paixão
12. Bola de Sabão
13. Medley: Famo$a (Billionaire) / O Samba da Minha Terra
14. Moda Nova
15. Medley É O Tchan
16. Medley: País Tropical / Fio Maravilha
17. Tarrachinha
18. Ziriguidum
19. Pancadão Frenético
20. Dekolê
21. Medley: Caranguejo / Safado, Cachorro, Sem-vergonha
22. Claudinha Bagunceira
23. Beijar Na Boca
24. Exttravasa
25. Largadinho

## Datas
| Data                    | Cidade                | Estado              | Extra                         |
| Leg 1 — Brasil          | Leg 1 — Brasil        | Leg 1 — Brasil      | Leg 1 — Brasil                |
| ----------------------- | --------------------- | ------------------- | ----------------------------- |
| 12 de outubro de 2012   | Maceió                | Alagoas             | Estreia da turnê              |
| 13 de outubro de 2012   | Petrolina             | Pernambuco          |                               |
| 19 de outubro de 2012   | Belém                 | Pará                |                               |
| 20 de outubro de 2012   | Santarém              | Pará                |                               |
| 26 de outubro de 2012   | Florianópolis         | Santa Catarina      |                               |
| 3 de novembro de 2012   | Alfenas               | Minas Gerais        | Carnalfenas                   |
| 10 de novembro de 2012  | São Bernardo do Campo | São Paulo           |                               |
| 13 de novembro de 2012  | Cabo Frio             | Rio de Janeiro      |                               |
| 7 de dezembro de 2012   | Natal                 | Rio Grande do Sul   |                               |
| 31 de dezembro de 2012  | Rio de Janeiro        | Rio de Janeiro      | Réveillon de Copacabana       |
| 10 de janeiro de 2013   | São Paulo             | São Paulo           |                               |
| 11 de janeiro de 2013   | Florianópolis         | Santa Catarina      | Planeta Atlântida             |
| 12 de janeiro de 2013   | Guarapari             | Espírito Santo      |                               |
| 13 de janeiro de 2013   | São Gonçalo           | Rio de Janeiro      |                               |
| 17 de janeiro de 2013   | Bonito                | Pernambuco          |                               |
| 18 de janeiro de 2013   | Recife                | Pernambuco          | Bloco Segura a Seringa        |
| 19 de janeiro de 2013   | Salvador              | Bahia               | Festival de Verão de Salvador |
| 25 de janeiro de 2013   | São Paulo             | São Paulo           |                               |
| 26 de janeiro de 2013   | Tramandaí             | Rio Grande do Sul   |                               |
| 27 de janeiro de 2013   | Cabo Frio             | Rio de Janeiro      | Cabo Folia                    |
| 3 de fevereiro de 2013  | Olinda                | Pernambuco          | Olinda Beer                   |
| 6 de fevereiro de 2013  | Rio de Janeiro        | Rio de Janeiro      | Big Brother Brasil            |
| 8 de fevereiro de 2013  | Salvador              | Bahia               | Carnaval                      |
| 10 de fevereiro de 2013 | Salvador              | Bahia               | Carnaval                      |
| 11 de fevereiro de 2013 | Salvador              | Bahia               | Carnaval                      |
| 12 de fevereiro de 2013 | Salvador              | Bahia               | Carnaval                      |
| 15 de fevereiro de 2013 | Porto Seguro          | Bahia               | Carnaporto                    |
| 8 de março de 2013      | Ilha do Governador    | Rio de Janeiro      |                               |
| 9 de março de 2013      | Volta Redonda         | Rio de Janeiro      |                               |
| 14 de março de 2013     | São Paulo             | São Paulo           |                               |
| 15 de março de 2013     | Governador Valadares  | Minas Gerais        | Ensaio do Axé Brasil          |
| 16 de março de 2013     | Ipatinga              | Minas Gerais        | Ensaio do Axé Brasil          |
| 23 de março de 2013     | Ouro Branco           | Minas Gerais        | Ensaio do Axé Brasil          |
| 30 de março de 2013     | Aracaju               | Sergipe             | Luau do Largadinho            |
| 6 de abril de 2013      | Ribeirão Preto        | São Paulo           |                               |
| Leg 2 — Brasil          |                       |                     |                               |
| 13 de abril de 2013     | Belo Horizonte        | Minas Gerais        | Axé Brasil                    |
| 20 de abril de 2013     | Itanhém               | São Paulo           |                               |
| 26 de abril de 2013     | Feira de Santana      | Bahia               |                               |
| 28 de abril de 2013     | Campina Grande        | Paraíba             |                               |
| 30 de abril de 2013     | Fortaleza             | Ceará               |                               |
| 3 de maio de 2013       | Marabá                | Pará                |                               |
| 4 de maio de 2013       | Belém                 | Pará                |                               |
| 5 de maio de 2013       | Bragança              | Pará                |                               |
| 10 de maio de 2013      | Imperatriz            | Maranhão            |                               |
| 11 de maio de 2013      | Teresina              | Piauí               |                               |
| 22 de maio de 2013      | Itaboraí              | Rio de Janeiro      |                               |
| 23 de maio de 2013      | Rio Velho             | Rondônia            |                               |
| Leg 3 — Brasil          |                       |                     |                               |
| 29 de maio de 2013      | São Paulo             | São Paulo           |                               |
| 30 de maio de 2013      | Pereira Barreto       | São Paulo           |                               |
| 31 de maio de 2013      | Bálsamo               | São Paulo           |                               |
| 11 de junho de 2013     | São Paulo             | São Paulo           | Sky Live                      |
| 14 de junho de 2013     | Americana             | São Paulo           |                               |
| 15 de junho de 2013     | Ourinhos              | São Paulo           |                               |
| 21 de junho de 2013     | José Bonifácio        | São Paulo           |                               |
| 22 de junho de 2013     | São João Del Rei      | Minas Gerais        |                               |
| 6 de julho de 2013      | Araçatuba             | São Paulo           |                               |
| Leg 4 — Europa          |                       |                     |                               |
| 12 de julho de 2013     | Montreux              | Suíça               | Festival de Jazz de Montreux  |
| 13 de julho de 2013     | Milão                 | Itália              | Festival Latinoamericando     |
| Leg 5 — Brasil          |                       |                     |                               |
| 18 de julho de 2013     | Morro Agudo           | São Paulo           |                               |
| 20 de julho de 2013     | Bragança              | Pará                |                               |
| 21 de julho de 2013     | Rondon                | Pará                |                               |
| 26 de julho de 2013     | São Fidélis           | São Paulo           |                               |
| 8 de agosto de 2013     | Taquaritinga          | São Paulo           |                               |
| 9 de agosto de 2013     | Indaiatuba            | São Paulo           |                               |
| 10 de agosto de 2013    | Votuporanga           | São Paulo           |                               |
| 16 de agosto de 2013    | Alfredo Vasconcelos   | Minas Gerais        |                               |
| 17 de agosto de 2013    | Buritama              | São Paulo           |                               |
| 23 de agosto de 2013    | São João de Meriti    | Rio de Janeiro      |                               |
| 24 de agosto de 2013    | Vinhedo               | São Paulo           |                               |
| Leg 6 — Brasil          |                       |                     |                               |
| 31 de agosto de 2013    | São Paulo             | São Paulo           |                               |
| 6 de setembro de 2013   | Porto Seguro          | Bahia               |                               |
| 7 de setembro de 2013   | Itapemirim            | Espírito Santo      |                               |
| 8 de setembro de 2013   | Itupeva               | São Paulo           |                               |
| 15 de setembro de 2013  | Ituiutaba             | Minas Gerais        |                               |
| 19 de setembro de 2013  | Itapeva               | São Paulo           |                               |
| 20 de setembro de 2013  | Abreu e Lima          | Pernambuco          |                               |
| 21 de setembro de 2013  | São Desidério         | Bahia               |                               |
| 27 de setembro de 2013  | Mesquita              | Rio de Janeiro      |                               |
| 14 de outubro de 2013   | Rio de Janeiro        | Rio de Janeiro      |                               |
| 25 de outubro de 2013   | Ponta Porã            | Mato Grosso do Sul  |                               |
| 26 de outubro de 2013   | Cuiabá                | Mato Grosso         |                               |
| 14 de novembro de 2013  | Florianópolis         | Santa Catarina      | Folianópolis                  |
| 15 de novembro de 2013  | Sobral                | Ceará               | Carnasobral                   |
| 16 de novembro de 2013  | Caldas Novas          | Goiás               | Caldas Country                |
| 23 de novembro de 2013  | Picos                 | Piauí               |                               |
| 30 de novembro de 2013  | Lorena                | São Paulo           |                               |
| 1 de dezembro de 2013   | Tupã                  | São Paulo           |                               |
| 6 de dezembro de 2013   | Natal                 | Rio Grande do Norte | Carnatal                      |
| 7 de dezembro de 2013   | Vespasiano            | Minas Gerais        |                               |
| 8 de dezembro de 2013   | Guarulhos             | São Paulo           | Aniversário de Guarulhos      |
| 22 de dezembro de 2013  | Salvador              | Bahia               |                               |
| 30 de dezembro de 2013  | Salvador              | Bahia               |                               |